# Potlatch (Washington)
Potlatch az Amerikai Egyesült Államok északnyugati részén, Washington állam Mason megyéjében elhelyezkedő önkormányzat nélküli település.
Potlatch 1900 körül jött létre a Potlatch Commercial and Terminal Company dolgozóinak elszállásolására. A település vízellátását a környékbeli vizek segítségével biztosították.

## Fordítás
- Ez a szócikk részben vagy egészben  a   Potlatch, Washington című angol Wikipédia-szócikk ezen változatának fordításán alapul.  Az eredeti cikk szerkesztőit annak laptörténete sorolja fel. Ez a jelzés csupán a megfogalmazás eredetét és a szerzői jogokat jelzi, nem szolgál a cikkben szereplő információk forrásmegjelöléseként.